# Зоммер, Иван Давыдович
Зоммер Иван (Иоганн) Давыдович (28 февраля 1743, Данциг, Корона Королевства Польского — 1788, Весёлые Терны, Верхнеднепровский уезд) — российский военный врач, гоф-хирург, надворный советник, дворянин Екатеринославской губернии России.

## Биография
Родился в 1743 году в городе Данциг.
Стал военным врачом, штабс-врач Русской императорской армии.
Участник русско-турецкой войны 1768—1774 годов, оказывал помощь раненым. После войны получил участок земли в Санкт-Петербурге, на котором построил дом (Невский проспект, 52).
В 1777 году получил чин лейб-медика, стал надворным советником, с 1778 года — секунд-майор, с 1783 года — гоф-хирург.
Был дворянином Екатеринославской губернии и богатым землевладельцем. В 1776 году, после ликвидации Запорожской Сечи и при раздаче Новороссийских степей в ранговую дачу чиновникам военного и гражданского ведомства, получил Григорьевские Хутора (с 1782 года — слобода Весёло-Терновская) и окрестные земли в Екатеринославской губернии. Имел 12 600 десятин земли и около 300 крепостных. Был хозяином значительных земельных наделов в Новомосковском (Протопоповка, Павло-Кичкас, Новоличковское), Славянском (Гомольская пустынь) и Александровском (Тихая пустынь, Покровское) уездах.
Умер в начале 1788 года в слободе Весёлые Терны.

### Семья
- Отец Давид Зоммер;
- Мать Маргарита Елизавета;
- Сестра Анна Елизавета;
- Брат Август Вильгельм;
- Брат Валентин Готлиб;
- Сын Григорий Зоммер (1777—1849) — российский военный, дворянин.

## Память
- Сведения об И. Д. Зоммере хранятся в Терновском филиале Криворожского историко-краеведческого музея.